# Beaumont-en-Diois
 Beaumont-en-Diois  es una población y comuna francesa, en la región de Ródano-Alpes, departamento de Drôme, en el distrito de Die y cantón de Luc-en-Diois.

## Demografía
| 86 | 84 | 61 | 42 | 58 | 75 |
| Para los censos de 1962 a 1999 la población legal corresponde a la población sin duplicidades (Fuente: INSEE [Consultar]) |    |    |    |    |    |